# Rossall School
Rossall School es un colegio independiente británico ubicado entre Cleveleys y Fleetwood, Lancashire, Inglaterra. Rossall fue fundado en 1844 por St. Vincent Beechey, como un colegio hermano del Marlborough College, fundado un año antes. 
En un principio se fundó para educar a hijos de clérigos, pero con los años se adaptó al cambio de actitudes en la educación, y fue la primera escuela en el Reino Unido en tener una fuerza combinada de cadete, una de las primeras en introducir el Bachillerato Internacional y ser sede de un centro dedicado a estudios internacionales en su campus.
El colegio está dividido en varias houses o casas, las cuales son: Anchor, Dragon, Falcon, Stag's Head, Ludgard, Puffin, Dolphin, Maltese Cross, Mitre Fleur-de-Lys, Pelican, Rose, Spread Eagle, Wren. 

## Historia
La primera piedra de la capilla del colegio fue colocada en 1848 por James Prince Lee, primer obispo de Mánchester. La actual capilla fue construida en 1860

## Old Rossallians
Los exalumnos reciben el nombre de Old Rossallians. Entre los más notables están:
- J. R. Ackerley, escritor inglés.
- Sir Thomas Beecham, director de orquesta inglés, fundador de la London Philharmonic Orchestra y la Royal Philharmonic Orchestra.
- Arthur Bigge, 1er barón de Stamfordham, secretario privado de la reina Victoria y del rey Jorge V.
- Little Boots, cantante británica.
- Thomas Byles, sacerdote británico que murió en el RMS Titanic.
- Leslie Charteris, escritor inglés.
- Pedro Pablo Kuczynski, ex primer ministro peruano. Candidato a la Presidencia 2011 y actual Presidente de la República para el periodo 2016 - 2021
- Walter Clopton Wingfield, militar británico. Inventor del Tenis
- Brian Redman, piloto de automovilismo británico.
- Charles Kay Ogden, lingüista y filósofo británico.